# Senhorio dos Lagares d'El-Rei
O Morgado dos Lagares, ou Senhorio dos Lagares d'El-Rei, de que resta o Solar da Quinta dos Lagares d'El-Rei, na freguesia de Alvalade (Lisboa), em Portugal, foi uma quinta que proveio de uma doação de D. João I, a 11 de dezembro de 1392, ao Doutor Martim Afonso Pires da Charneca, mais tarde bispo de Coimbra e, por último, arcebispo de Braga.
O Solar da Quinta dos Lagares d'El-Rei é atualmente de propriedade particular estando classificado como Imóvel de Interesse Público desde 1982.
O Senhorio dos Lagares d'El-Rei constava de uma parcela dos bens patrimoniais confiscados ao bispo da Guarda D. Afonso Correia, por este ter escolhido o lado de Castela, e que tinham sido dados pelo mesmo rei, a 24 de Agosto de 1385, ao irmão de Martim, Afonso Pires da Charneca, pelos feitos deste contra os castelhanos, e que tinha morrido sem geração e sem testamento.
Entre esses bens figuravam esta Quinta descrita como “as vinhas com os seus lagares acerca de Lisboa aalem darroios que partem com o caminho da Charneca e com o caminho de Sacavém”. Isto é, toda a faixa de terreno, com aproximadamente 40 hectares, hoje compreendida entre a actual estrada de Sacavém e das Amoreiras, que passava na freguesia de São João de Deus, terminando ao norte por onde corre a Azinhaga da Feiteira (Charneca) e tendo por limite sul sensivelmente a actual rua Actriz Virgínia, no Alto do Pina.

## História
Quando ainda em Bolonha, onde foi companheiro de João das Regras, teve D. Martinho uma filha de uma nobre, D. Mécia ou D. Maria de Miranda que casou com Gonçalo Pereira de Riba Vizela, dos Pereiras de Cabeceiras de Basto, senhor do couto de Lumiares.
Em virtude deste casamento doou o Arcebispo D. Martinho, em 29 de Junho de 1413, a eles Gonçalo Pereira e a referida sua mulher, as referidas vinhas e lagares.
Deste matrimónio houve um filho, Rui Vaz Pereira, a quem seu pai, a 23 de Abril de 1440, em Chaves, nas casas de Sancho de Noronha, fez doação das referidas vinhas e lagares de El-Rei, “para seu casamento propter nupcias como bom pai a filho que lhe foi muito obediente”, diz a escritura; mas como boa vontade de El-Rei, expressa na doação do arcebispo, que os bens estivessem sempre na posse de quem fosse capaz de O servir (“teudo de servimos” diz a escritura), determinou Gonçalo Pereira mantendo as clausulas com que tinha recebido as vinhas de lagares de El-Rei, “que seu filho e sucessores e herdeiros os tivessem com a condição de não fazerem deles aleamento e que sempre fiquem o filho mais velho e, se este não for capaz de servir o Rei, fique o segundo, e não o sendo também, fique o terceiro, etc.; e não havendo filhos, netos ou bisnetos venham a filha maior, contando que case com quem possa servir El-Rei e o Reino”.

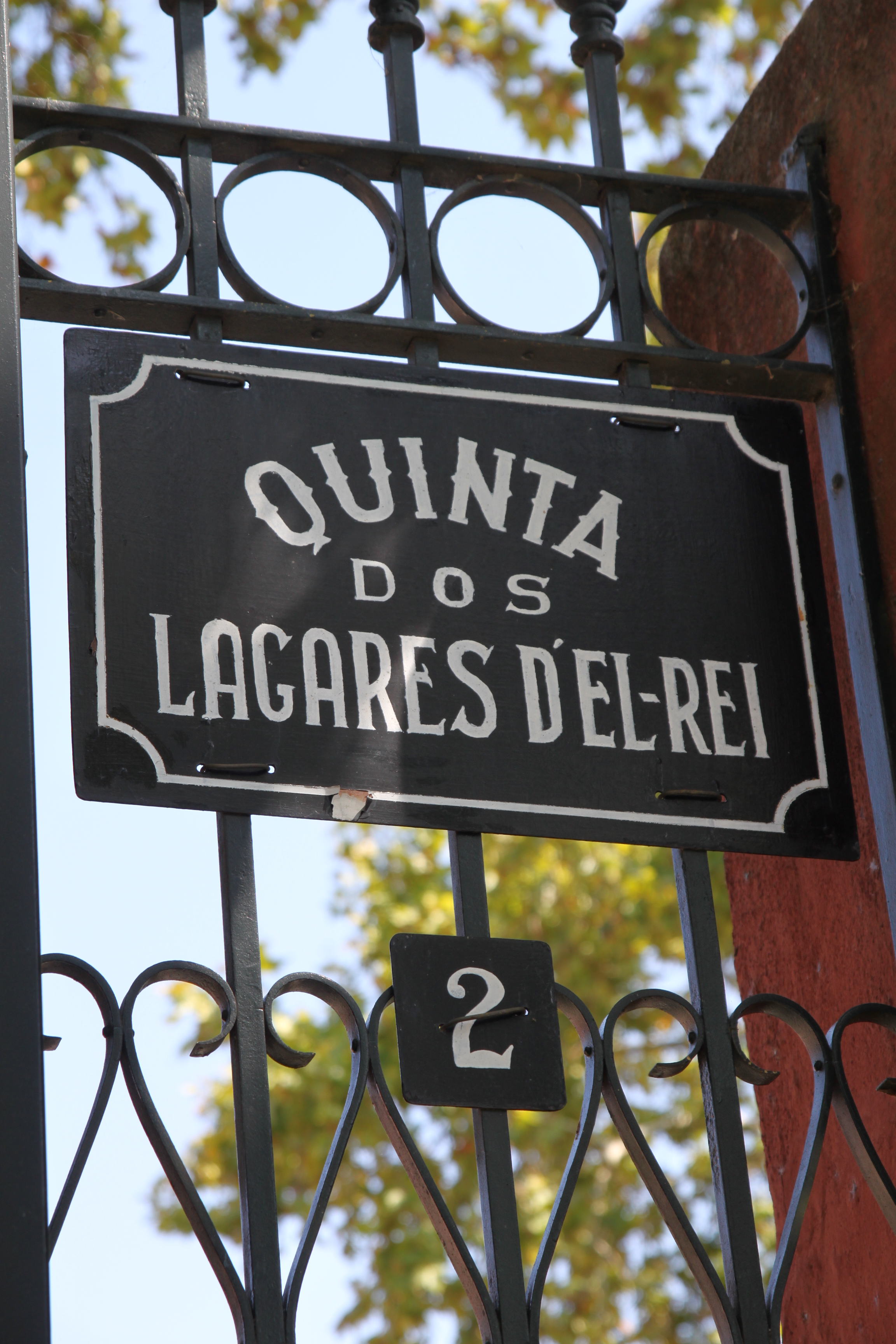
Portão de entrada

Foi precisamente a última hipótese que sucedeu; pois tendo do casamento de Rui Vaz Pereira com D. Beatriz de Noronha, filha do do conde de Gijón e Noronha, havido quatro filhas, D. Isabel que foi Duquesa do Infantado de Castela, D. Beatriz que foi Senhora de Norou, D. Maria que foi Condessa de Montorio no Reino de Nápoles e D. Constança, a mais velha, que foi Condessa de Avranches na Baixa-Normandia por ter casado com o, 2.º  conde de Avranches, D. Fernando de Almada, Capitão-mor do Reino de Portugal, etc., esta veio a herdar o senhorio dos Lagares de El-Rei, que passou a constituir um dos bens da Casa Almada, dos condes de Almada, mantendo-se felizmente ainda hoje, parte do antigo reguengo, na posse nos seus representantes.
No entanto, temos de tomar a atenção que o local de produção de vinho desapareceu por completo. Pois foi dividida em courelas no século XVII, mais precisamente a partir em 1673 a pedido de D. Lourenço de Almada.
Isso devia ter a ver com o facto de a quinta incluir alguns dos terrenos mais férteis de Lisboa, que confinavam com a próspera Quinta da Montanha, e assim havia preparar o terreno para cultivar produtos abasteciam os mercados da capital.
O edifício principal e casa de veraneio que se encontra hoje no local, que se estima ter sido construída por volta de 1684, sofreu remodelações importantes no século XVIII, tendo-se possivelmente arrasado os lagares nesta altura, em que foi construída a ala nobre. Tendo-lhe sido feito um oratório e um pequeno teatro.
No início do século XX, estava arrendada a vários inquilinos, nomeadamente ao pintor Carlos Reis.
Foi D. Lourenço Vaz de Almada que, na qualidade de proprietário (nessa altura já e ainda o Conde de Avranches) e de engenheiro de formação, após um grande restauro exterior e renovações interiores em 1936, toma a decisão de aí se instalar com sua mulher e filhos, ocupando-a totalmente.
Mesmo assim, em 1946, a Câmara Municipal de Lisboa expropriou-lhe parte dos terrenos para fazer uma escola e uma urbanização, enquanto uma outra parte foi doada gratuitamente por ele próprio ao Patriarcado de Lisboa para construir a Igreja de Santa Joana Princesa, edifícios que lá existem.
O "Solar da Quinta dos Lagares d´El-Rei", por decreto de 26 de Fevereiro de 1982, está classificado como Imóvel de Interesse Público.
Logo após a Revolução de 25 de Abril de 1974, mantendo-se na posse da família Almada, a casa é dividida em várias habitações independentes.

## Igreja de Santa Joana Princesa
A Igreja de Santa Joana Princesa, sagrada em 30 de Maio de 2002, sede da paróquia com o mesmo nome criada em 25 de Março de 1959, está instalada num terreno que pertencia a esta quinta. Isso acontece devido ao cumprimento de voto formulado pelos Condes de Almada de então, Dom Lourenço Vaz de Almada e sua mulher Dona Helena da Câmara Viterbo, por Portugal não ter entrado na 2.ª Guerra Mundial. Esta proposta foi apresentada por eles ao Senhor Cardeal D. Manuel Gonçalves Cerejeira inicialmente apenas para a construção de uma capela que fosse dedicada a Santa Joana Princesa devido existir uma longa e histórica tradição da família Almada à sua devoção. Depois o projeto evoluiu para igreja paroquial, Capelas Mortuárias e Centro Pastoral mais um Centro Cultural.